# Soklet
En soklet eller ankelsok (ofte solgt under det engelske navn: footie) er en sok, hvis skaft lige dækker anklen.
En sok er en kort strømpe som dækker foden og anklen og eventuelt det nederste af underbenet. Strømper kan have varierende længde og kan gå fra ankelhøjde til at omslutte hele benet.